# كيفن وليامز
كيفن وليامز (بالإنجليزية: Kevin Williams)‏ (و. 1980  م) هو لاعب كرة قدم أمريكية، من الولايات المتحدة، ولد في أركدلفيا، يلعب كطرف دفاعي ‏.

## التعليم
تعلم في Fordyce High School ‏.

## روابط خارجية
- كيفن وليامز على موقع إي إس بي إن.كوم (أن.أف.أل)3
- كيفن وليامز على موقع مرجع كرة القدم المحترفة.كوم (الإنجليزية)
- كيفن وليامز على موقع كلية كرة القدم في سبورتس رفرنس.كوم (الإنجليزية)